# GlaxoSmithKline
 GlaxoSmithKline plc (GSK) là công ty dược phẩm của Anh Quốc, có trụ sở tại Brentford, London. Thành lập vào năm 2000 qua sự sáp nhập giữa Glaxo Wellcome và SmithKline Beecham, GSK là doanh nghiệp phân phối các sản phẩm y dược lớn thứ sáu trên thế giới vào năm 2015, sau Pfizer, Novartis, Merck, Hoffmann-La Roche và Sanofi. Ngày 31 tháng 3 năm 2017, bà Emma Walmsley trở thành nữ CEO đầu tiên của GSK.